# Leirvík
Leirvík je město na Faerských ostrovech, přesněji na východním pobřeží druhého největšího faerského ostrova Eysturoy. Je to významný regionální trajektový přístav a také je důležitý kvůli rybářskému průmyslu. Archeologické výzkumy ukázaly, že město bylo osídleno už v 9. století Vikingy. V dubnu 2006 byl otevřen podmořský tunel Norðoyatunnilin, který spojuje Leirvík s Klaksvíkem.

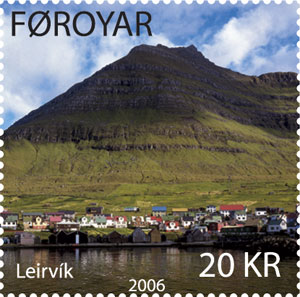
Faerská známka FO 551 vydaná 13. února 2006